# Холстениндорф
Холстениндорф (њем. Holstenniendorf) општина је у њемачкој савезној држави Шлезвиг-Холштајн. Једно је од 112 општинских средишта округа Штајнбург. Према процјени из 2010. у општини је живјело 404 становника. Посједује регионалну шифру (AGS) 1061043.

## Географски и демографски подаци
Холстениндорф се налази у савезној држави Шлезвиг-Холштајн у округу Штајнбург. Општина се налази на надморској висини од 11 метара. Површина општине износи 12,1 km². У самом мјесту је, према процјени из 2010. године, живјело 404 становника. Просјечна густина становништва износи 33 становника/km².